# Kalevi Tuominen
Kalevi Vilho Tapio Tuominen, detto Kallu (Vesilahti, 9 agosto 1927 – Helsinki, 23 gennaio 2020), è stato un cestista e allenatore di pallacanestro finlandese.

## Carriera

### Giocatore
In carriera ha giocato nel Tampereen Pyrintö dal 1952 al 1963. Con la Finlandia vanta 11 presenze e 19 punti, e la partecipazione all'Europeo 1955.

### Allenatore
Da allenatore ha guidato la propria nazionale dal 1955 al 1969 per un totale di 196 partite, con 107 vittorie e 89 sconfitte, con una parentesi nel 1956, quando ha guidato anche la nazionale femminile.